# Muziek in Koerdistan
Koerdische muziek verwijst naar de muziek van het Koerdische volk.

## Geschiedenis
Traditionele Koerdische muziek is verdeeld in 3 types:
- Çîrokbêj (Verhalenvertellers)
- Stranbêj (Minstrelen)
- Dengbêj  (Bard achtig)

Tegenwoordig worden alle 3 types nog steeds heel vaak gebruikt. Dengbêj is de meeste gebruikte van alle 3 types vergeleken met de andere, deze wordt dikwijls door oude mannen of vrouwen gezongen. De Dengbêj manier van zingen gaat als volgt:
- Je hebt heel veel tekst nodig en het mag over allerlei dingen gaan
- Je zoekt een melodie voor de laatste woorden van een alinea, want de tekst gaat altijd zo snel dat je het bijna niet meer verstaat
- De laatste woorden zijn bijvoorbeeld: lo lo lo lo, eman eman eman eman, hewar hewar hewar hewar
- Voor de laatste woorden moet je het meest opletten, deze moeten het beste klinken dus: Verstaanbaar, mooi en lang
- De laatste woorden moeten niet allemaal op dezelfde melodie klinken, stel dat je bijvoorbeeld 1.Lo 2.Lo 3.Lo 4.Lo hebt dan zeg je:  "1. Looooooo 2. Looo 3. Looooooo 4.Lo", kortom de laatste woorden houd je altijd lang aan
- Omdat je bijvoorbeeld 2 minuten lang bezig bent met zingen mag je even stoppen en de menigte om je heen moet dan tegelijkertijd een  steekwoord zingen met een melodie waarbij de medeklinker op verschillen toonhoogtes gaat wat ongeveer 10 seconden duurt zoals: "Wwwwwwwweeeeeeeeeeeeeeeeeeeyyyyy" (=kort wey)  of "aaaaaaaaaxxxxxxx" (=kort ax)

De Hurrieten (mogelijk) de voorouders van de Koerden die ook in Koerdistan leefden waren ook populair in muziek. Tussen de in Ugarit gevonden Hurritische teksten bevonden zich ook de oudste bekende voorbeelden van bladmuziek, daterend uit ca. 1800 v.Chr, met oude muziek noten.
Later na de Islamisering was een man genaamd Zêryab ook heel populair met het maken van muziek. Hij introduceerde de oed en de Tembûr (Saz). Later vestigde hij zich in Cordoba waar Koerdische muziek populair begon te worden. De Spanjaarden maakten met dank aan hem de gitaar (tar betekent in het Koerdisch snaar). Flamenco lijkt dan ook heel veel op Koerdische muziek qua toonhoogte, melodie enz.

## Instrumenten
Koerden gebruiken de:
- Tembûr (Saz)
- Oed
- Qernête (Duduk)
- Bilûr (Kaval)
- Şimşal (lange fluit)
- Cûzele
- Kemençe
- Def
- Zirne (Houten Schalmei)
- Dahol (Tupan)